# Steven Barras
Steven Barras (* 3. März 1983 in Romont FR) ist ein Schweizer Eishockeyspieler, der seine ganze Karriere beim HC Ajoie in der zweithöchsten Liga der Schweiz, der National League B, verbrachte. Seit seinem Rücktritt vom professionellen Eishockeysport spielt er beim HC Delémont-Vallée in der 2. Division der Regio League.

## Karriere

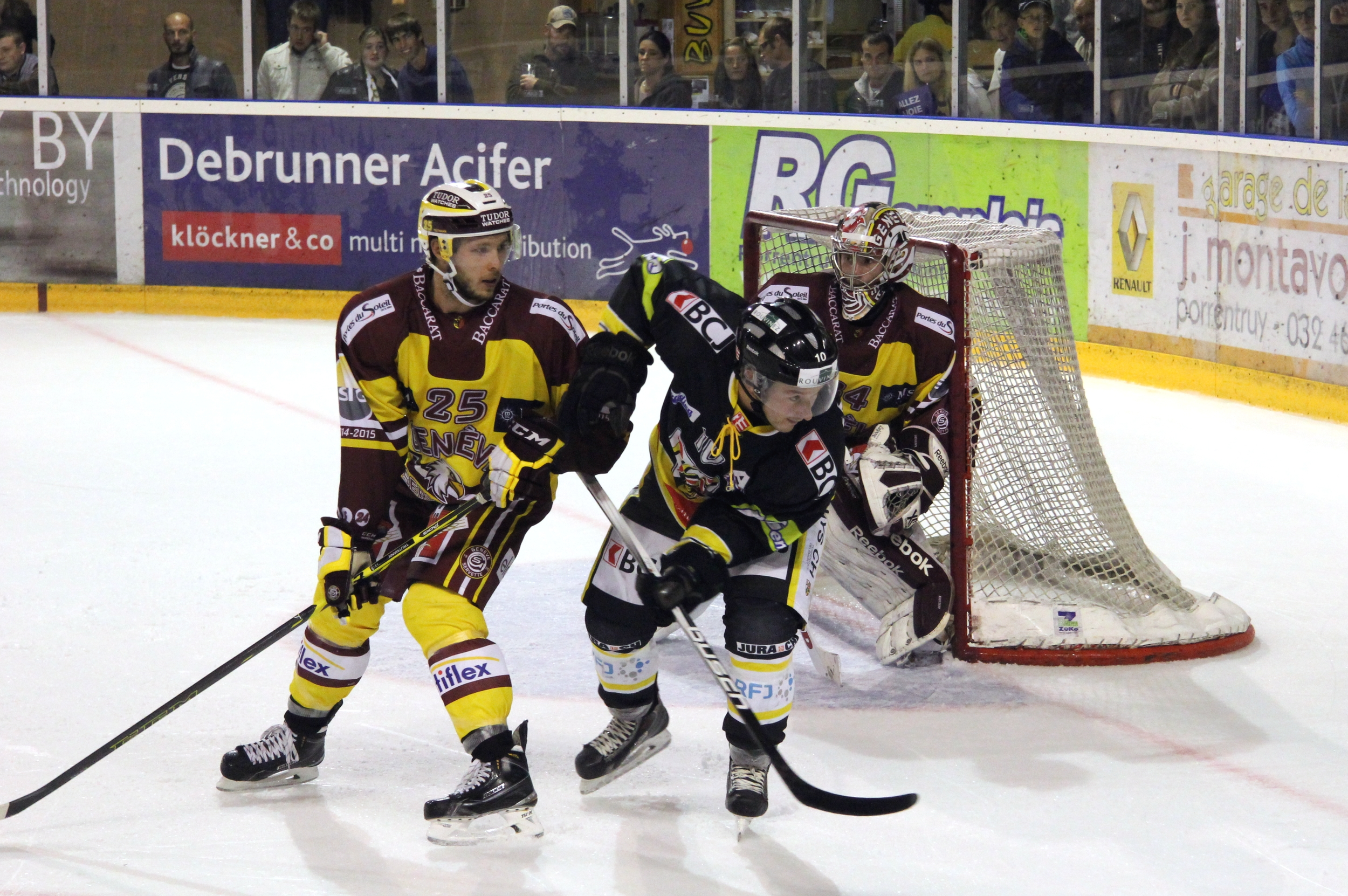
Barras (Mitte) im Trikot des HC Ajoie

Barras verbrachte seine ganze Juniorenzeit sowie seine ganze Karriere als Profi beim HC Ajoie. Seine erste Profisaison spielte er 1999 in der ersten Liga. 2000 gelang ihm aber mit seinem Team der Aufstieg in die National League B, wo der Stürmer während der folgenden 16 Saisons in 757 NLB-Partien 348 Tore schoss und 409 Assists (757 Punkte) sammelte. Einzig in der Saison 2009/10 spielte er zehn Partien in der National League A für den EHC Biel, den er damals während den Playouts leihweise verstärkte. Die erfolgreichste Saison seiner Karriere war allerdings seine letzte. In der Saison 2015/16 gelang seiner Mannschaft überraschend den Gewinn der B-Meisterschaft. Barras war zuvor im Playoff-Halbfinal verletzt ausgefallen, kehrte im Verlaufe des Finals zurück und schoss Ajoie in seinem allerletzten Spiel als Profi mit drei Toren zum Titel. Nach seinem Rücktritt vom professionellen Eishockey spielte Barras in der 2. und 3. Division der Regio League beim HC Delémont-Vallée respektive dem HC Vendlincourt.

## Erfolge und Auszeichnungen
- 2016 Meister der National League B mit dem HC Ajoie

## Karrierestatistik
(Legende zur Spielerstatistik: Sp oder GP = absolvierte Spiele; T oder G = erzielte Tore; V oder A = erzielte Assists; Pkt oder Pts = erzielte Scorerpunkte; SM oder PIM = erhaltene Strafminuten; +/− = Plus/Minus-Bilanz; PP = erzielte Überzahltore; SH = erzielte Unterzahltore; GW = erzielte Siegtore; 1 Play-downs/Relegation; Kursiv: Statistik nicht vollständig)